# Naha
Pour la chanson de PNL, voir Naha (chanson).
Naha (那覇市, Naha-shi), en okinawaïen Nāfa, est la capitale et la ville la plus peuplée de la préfecture d'Okinawa et de l'archipel Ryūkyū, au Japon. Elle englobe depuis 1954 l'ancienne ville de Shuri, ancienne capitale du royaume de Ryūkyū annexé en 1879.

## Géographie

### Situation
Naha se trouve sur la côte sud-ouest de l'île d'Okinawa.

### Municipalités limitrophes
| mer de Chine orientale | Urasoe     | Urasoe    |
| mer de Chine orientale | Naha       | Nishihara |
| mer de Chine orientale | Tomigusuku | Haebaru   |

### Démographie
En janvier 2024, la population de Naha était approximativement de 315 384 habitants , répartis sur une superficie de 39,98 km2.

### Climat
Naha est soumis à un climat subtropical humide avec des étés chauds et des hivers doux.
| Mois                                  | jan.     | fév.      | mars      | avril     | mai     | juin      | jui.      | août      | sep.      | oct.      | nov.      | déc.      | année     |
| ------------------------------------- | -------- | --------- | --------- | --------- | ------- | --------- | --------- | --------- | --------- | --------- | --------- | --------- | --------- |
| Température minimale moyenne (°C)     | 14,9     | 15,1      | 16,7      | 19,1      | 22,1    | 25,2      | 27        | 26,8      | 25,8      | 23,5      | 20,4      | 16,8      | 21,1      |
| Température moyenne (°C)              | 17,3     | 17,5      | 19,1      | 21,5      | 24,2    | 27,2      | 29,1      | 29        | 27,9      | 25,5      | 22,5      | 19        | 23,3      |
| Température maximale moyenne (°C)     | 19,8     | 20,2      | 21,9      | 24,3      | 27      | 29,8      | 31,9      | 31,8      | 30,6      | 28,1      | 25        | 21,5      | 26        |
| Record de froid (°C) date du record   | 6,1 2016 | 4,9 1918  | 6,3 1925  | 8,7 1925  | 11 1919 | 14,8 1926 | 20,8 1921 | 20,7 1965 | 17 1919   | 14,8 1947 | 8,6 1925  | 6,8 1926  | 4,9 1918  |
| Record de chaleur (°C) date du record | 27 2020  | 27,1 1912 | 28,2 1999 | 30,6 1892 | 32 1906 | 34,3 1919 | 35,5 1916 | 35,6 2001 | 34,6 2009 | 33 2017   | 31,6 1915 | 29,4 2018 | 35,6 2001 |
| Ensoleillement (h)                    | 93,1     | 93,1      | 115,3     | 120,9     | 138,2   | 159,5     | 227       | 206,3     | 181,3     | 163,3     | 121,7     | 107,4     | 1 727,1   |
| Précipitations (mm)                   | 101,6    | 114,5     | 142,8     | 161       | 245,3   | 284,4     | 188,1     | 240       | 275,2     | 179,2     | 119,1     | 110       | 2 161     |
| Nombre de jours avec précipitations   | 12,2     | 11,3      | 12,6      | 11,6      | 13,1    | 12,4      | 11        | 13,9      | 13,3      | 10,6      | 9,6       | 10,7      | 142       |
| Humidité relative (%)                 | 66       | 69        | 71        | 75        | 78      | 83        | 78        | 78        | 75        | 72        | 69        | 67        | 73        |

| Diagramme climatique                                  |               |               |             |             |               |             |             |               |               |             |             |
| J                                                     | F             | M             | A           | M           | J             | J           | A           | S             | O             | N           | D           |
| 19,814,9101,6                                         | 20,215,1114,5 | 21,916,7142,8 | 24,319,1161 | 2722,1245,3 | 29,825,2284,4 | 31,927188,1 | 31,826,8240 | 30,625,8275,2 | 28,123,5179,2 | 2520,4119,1 | 21,516,8110 |
| Moyennes : • Temp. maxi et mini °C • Précipitation mm |               |               |             |             |               |             |             |               |               |             |             |

## Histoire

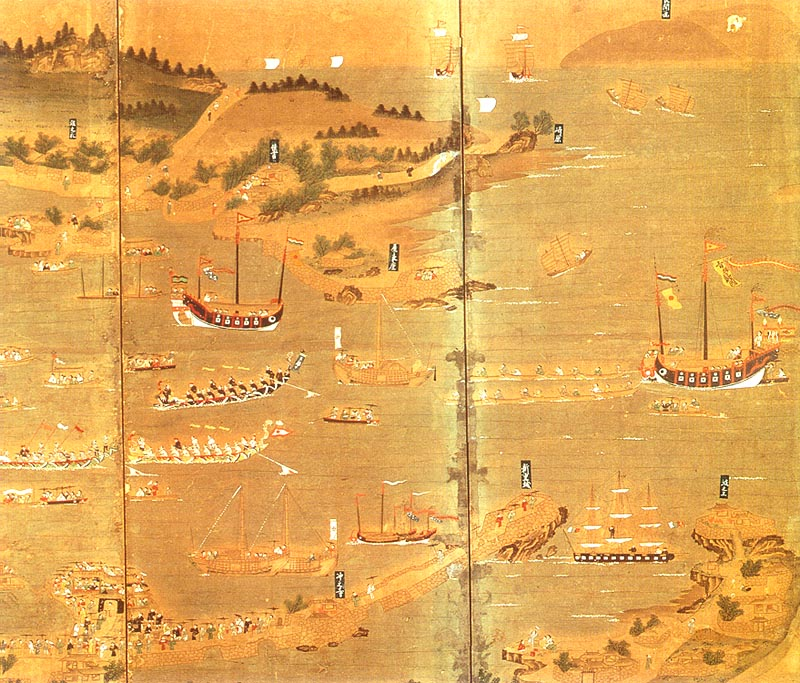
Le port de Naha à l'époque du Royaume de Ryūkyū

D'après le Irosetsuden (遺老説伝), le nom de Naha provient de son nom originel, Naba, qui était le nom d'un large rocher en forme de champignon dans la ville. (Naba est un mot du japonais occidental et des langues ryūkyū, qui signifie "champignon.") Peu à peu, la pierre s'est érodée et a été ensevelie, et la prononciation ainsi que les kanji du nom ont progressivement changé.

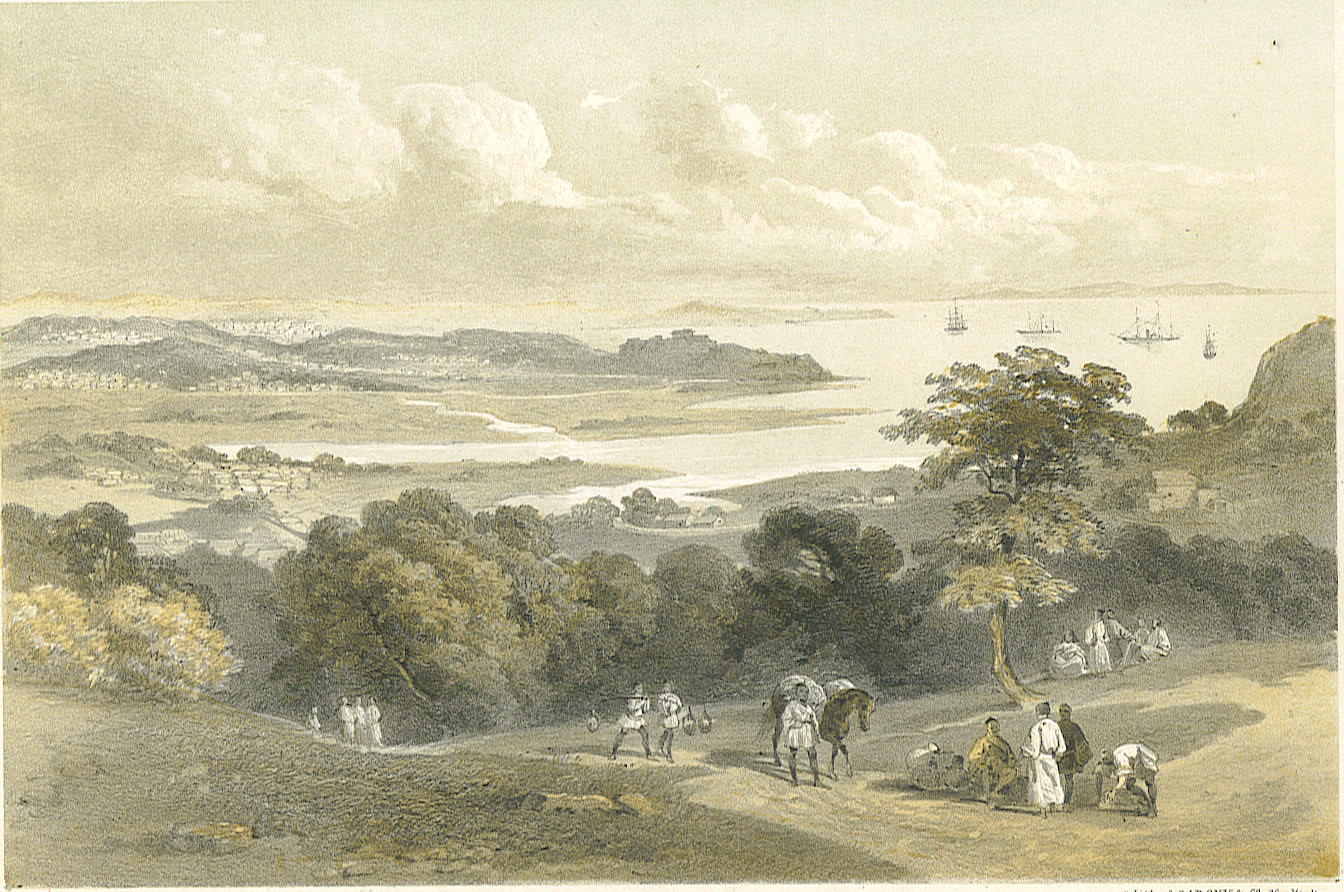
"Naha depuis le village de bambous", vue vers le rivage. Lithographie de Wilhelm Heine (1856).

À Naha, des vestiges archéologiques datant de l’Âge de pierre ont été découverts. Des pièces de monnaie chinoises anciennes ont été mises au jour dans un kaizuka (amas coquillier) de la période Jōmon. Les poteries retrouvées par les archéologues indiquent que la région entretenait des échanges commerciaux actifs avec l’archipel japonais et la péninsule coréenne dès le XIᵉ siècle. Bien que l'on ignore à quel moment la région fut organisée en tant que véritable ville portuaire, elle était déjà active à ce titre au moment de l’unification du royaume de Ryūkyū, au début du XVᵉ siècle.
Bien qu'aujourd'hui Naha se soit étendue pour englober l’ancienne capitale royale de Shuri, le centre d’études chinoises de Kumemura et d’autres villes et villages, elle n'était à l'époque du royaume de Ryūkyū, qu'une ville de taille plus modeste, réputée comme important port de commerce, mais n’occupant pas de rôle politique central.
Le Naha médiéval se trouvait sur une petite île appelée Ukishima, reliée à l’île principale d’Okinawa par une étroite chaussée appelée Chōkōtei (長虹堤, littéralement « digue du long arc-en-ciel »), qui menait jusqu’à Shuri. Le principal port dédié au commerce international, Naha à proprement parler, était divisé en deux quartiers : Est (東, higashi) et Ouest (西, nishi), et se situait dans la partie sud-ouest d’Ukishima. Un grand marché à ciel ouvert se trouvait devant le centre d’échanges commerciaux administré par le gouvernement royal, ou oyamise (親見世). Plusieurs temples et sanctuaires japonais s'y trouvaient, ainsi qu'une résidence et une ambassade, connu sous le nom de Tenshikan (天使館), pour les fonctionnaires chinois en visite. Une paire de forts (Mie gusuku et Yarazamori gusuku), construits sur des digues s’étendant à l’entrée du port, assurait la défense du port, tandis qu’une petite île à l’intérieur du port abritait un entrepôt, Omono gusuku (御物グスク), utilisé pour le stockage des marchandises commerciales.
Tomari (泊), sur l'île d'Okinawa au nord-est d'Ukishima, servait de principal port pour le commerce au sein des îles Ryūkyū. Les administrateurs de Tomari étaient également chargés de collecter et de gérer le tribut versé au royaume par les îles Amami, dont les navires de tribut faisaient escale ici.
Naha est devenue capitale de la préfecture en 1879, lors du rattachement officiel des îles Ryūkyū au Japon, aux dépens de Shuri, qui est désormais une banlieue est de Naha.
La ville a beaucoup souffert pendant la bataille d'Okinawa et son centre est moderne.

## Transports

### Train
Le monorail Okinawa Toshi inauguré en 2003 dessert la ville grâce à ses 15 stations.

### Ferry
À partir du port de Naha, il est possible de se rendre en bateau vers les autres îles de l'archipel (îles Ryū-Kyū et îles Yaeyama), mais aussi plus loin (route maritime Taïwan–Ishigaki-jima–Naha–Osaka–Tokyo).
Le quai Tomari à Naha relie l'île principale d'Okinawa aux autres îles qui l'entourent. Il est notamment relié à la terre ferme par un ferry quotidien à destination de Kagoshima, mais aussi par de nombreux autres plus petits pour se rendre sur les îles Kerama (telles que Tokashiki, Aka et Zamami).

### Avion
De même, l'aéroport de Naha sert de plateforme de correspondance (hub) pour rejoindre par avion les autres îles de l'archipel, il est notamment connecté à la ville par le monorail et différentes lignes de bus. L'aéroport sert également de base aérienne sous le nom de base aérienne de Naha (那覇基地 (Naha Kichi) Naha Air Base (en)) pour la force aérienne d'autodéfense japonaise.
La base aérienne station aérienne Futenma des U.S. Marines (普天間飛行場 (), (code OACI : ROTM)), est située au nord de Naha, à Ginowan.

## Principales curiosités
- Le centre-ville est très animé autour de son artère principale rectiligne, Kokusai-dori (国際通り, littéralement « avenue internationale »?) qui, sur une longueur de 1,6 km, propose des boutiques, restaurants, magasins de souvenirs, cafés et hôtels.
- La ville de Shuri et son château, à 5 km au nord, avec la porte Shureimon. Construit au XIVe siècle, le château de Shuri fut le centre politique, religieux et culturel de l'archipel des Ryukyu jusqu'en 1879. Le site est inscrit au patrimoine mondial de l'UNESCO depuis 2000. La ville a été la capitale du royaume de Ryūkyū jusqu'en 1879. 
Ce château a été complètement reconstruit après la guerre, d'après l'original. Son style architectural est clairement différent de celui des châteaux japonais classiques, et est marqué par l'influence chinoise. Il a brûlé dans la nuit du 30 au 31 octobre 2019.
- Le Musée préfectoral d'Okinawa se situe à Naha.

Les autres centres d'intérêt dans un rayon de 20 km :
- La grotte calcaire de Gyokusendo, au sud-ouest.
- Les sites et mémoriaux de la bataille d'Okinawa (ainsi que le musée de la paix), en particulier le Quartier général souterrain de la Marine impériale qui porte encore les traces des suicides collectifs d'officiers à la fin de la bataille.

## Personnalités nées à Naha
- Chōjun Miyagi, fondateur du karaté goju-ryu
- Awich (1986-), rappeuse japonaise.
- Mikiko Shiroma, femme politique japonaise
- Namie Amuro (1977-), chanteuse japonaise

## Sources
- Ooshiro, Sally. Irosetsuden, traduction d’une thèse sur la compilation des anciens documents du Ryūkyū. Soumise à l’Université d’Hawaï, 1964.